# Ali Ghaleb Himmat
Ali Ghaleb Himmat (arabisch علي غالب همت; * 16. Juni 1938 in Damaskus, Syrien) ist ein syrischstämmiger italienischer Geschäftsmann.
Er lebt in Campione d’Italia in Italien, in der Nähe des Youssef Nada. Zumindest 2001 lebte er dort in einer luxuriösen Villa.
Er lebte wie Nada in den späten 1970er Jahren und den frühen 1980er Jahren in den USA.
1990 erhielt er die italienische Staatsbürgerschaft.
Seine Tochter Huda Himmat war stellvertretende Vorsitzende des Forum of European Muslim Youth and Student Organizations (FEMYSO).

## Religiöse Aktivität
Laut Ian Johnson, dem Autor des Buches Die vierte Moschee gehört Himmat zum ägyptischen Teil der Muslimbrüder.
Er leitete von 1973 bis 2002 die Islamische Gemeinschaft in Deutschland.
Himmat war Geschäftsführer und einer der Gründer der 1988 gegründeten Firma al-Taqwa.
Al-Taqwa hatte ihren Sitz in Lugano, und ihr wurde vorgeworfen, Al-Qaida unterstützt zu haben.
Ein ehemaliger Aktionär von Al-Taqwa war Ibrahim El-Zayat, sein Nachfolger als Vorsitzender der Islamischen Gemeinschaft in Deutschland.
2005 stellte die schweizerische Bundesanwaltschaft das Strafverfahren wegen Verdachts auf Beteiligung und/oder Unterstützung einer kriminellen Organisation gegen die beiden Nada/Al-Taqwa-Verantwortlichen Youssef Nada und Ghaleb Himmat ein. Der zur rechten Szene gehörende Ahmed Huber saß im Verwaltungsrat von al-Taqwa.
Im April 2008 wurde Himmat in Abwesenheit zu zehn Jahren Gefängnis verurteilt bei einem ägyptischen Militärgerichtsverfahren wegen Mitgliedschaft und Unterstützung einer verbotenen Organisation und Geldwäsche.